# 布拉霍達特內 (海尼切斯克區)
46°37′34″N 34°25′3″E / 46.62611°N 34.41750°E

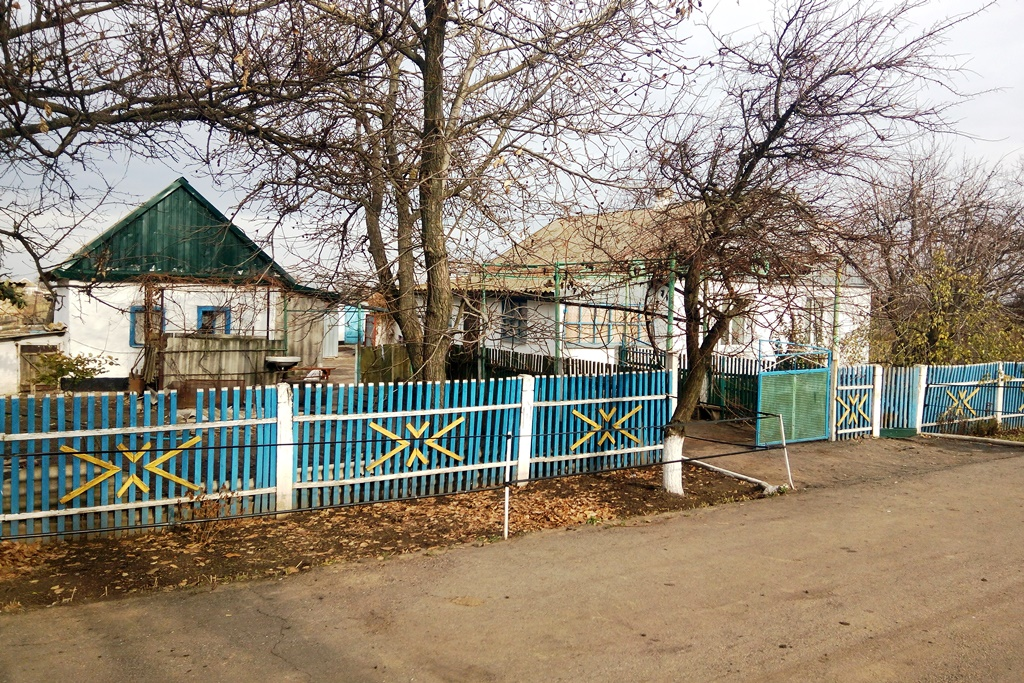
街上的住宅

布拉霍達特內（烏克蘭語：Благодатне）是位於烏克蘭南部的村莊，由赫爾松州海尼切斯克區的伊萬尼夫卡市鎮負責管轄。該村始建於1874年，面積81.5平方公里，海拔高度36米，2001年人口907，人口密度每平方公里11.1人。